# Idris maurus
Idris maurus är en stekelart som beskrevs av Kononova 1995. Idris maurus ingår i släktet Idris och familjen Scelionidae. Inga underarter finns listade i Catalogue of Life.